# Johanna Konta
Johanna Konta (sinh ngày 17 tháng 5 năm 1991) là một cựu vận động viên quần vợt chuyên nghiệp người Anh Quốc đã đại diện cho Úc từ năm 2008 đến năm 2012. Cô đã giành được 4 danh hiệu đơn WTA Tour, cũng như 11 danh hiệu đơn và 4 danh hiệu đôi ITF Women's Circuit. Thứ hạng đánh đơn cao nhất của cô là vị trí số 4 vào ngày 17 tháng 7 năm 2017. Cô đã vào vòng bán kết của giải Úc Mở rộng, Wimbledon và Pháp Mở rộng.
Konta đã tăng thứ hạng mạnh mẽ trên bảng xếp hạng từ mùa xuân năm 2015 đến cuối năm 2016, leo từ top 150 vào top 10 thế giới, qua đó trở thành tay vợt Anh Quốc đầu tiên vào được top 10 bảng xếp hạng WTA sau Jo Durie hơn 30 năm trước. Giai đoạn này bao gồm thành tích Grand Slam tốt nhất của cô cho đến thời điểm hiện tại, khi cô vào vòng bán kết tại Giải quần vợt Úc Mở rộng 2016, tứ kết tại Thế vận hội Mùa hè Rio và danh hiệu WTA đầu tiên của cô tại Stanford. Năm 2017, cô vô địch giải Miami Masters, và vào vòng bán kết tại giải Wimbledon.
Sinh ra trong gia đình người Hungary ở Sydney, Úc, Konta chuyển đến Anh Quốc khi cô 14 tuổi. She chuyển từ Úc sang Anh Quốc sau khi trở thành công dân Vương quốc Liên hiệp Anh vào tháng 5 năm 2012.
Vào ngày 1 tháng 12 năm 2021, Konta tuyên bố giã từ sự nghiệp quần vợt chuyên nghiệp sau khi bị chấn thương đầu gối dài hạn.